# 삼국시대 영웅전
《삼국시대 영웅전》은 KBS에서 삼국시대의 전성기를 이끈 군주들을 재조명한 연작기획 대하드라마이다. 《삼국시대 영웅 군주 3부작》 혹은 《삼국 영웅 트릴로지》라고도 불린다.

## 삼국시대 영웅전 시리즈
- 《근초고왕》[1] 2010년 ~ 2011년
- 《광개토왕》[2] 2011년 ~ 2012년
- 《해신장보고》[3][4]2012년 ~ 2013년

## 역사 왜곡 논란
삼국시대 영웅전 3부작은 배경이 된 인물들에 대한 역사 기록이 부실한 관계로 많은 부분을 창작했기에 역사 왜곡 논란이 많았다.